# Jean-Marie Leclair

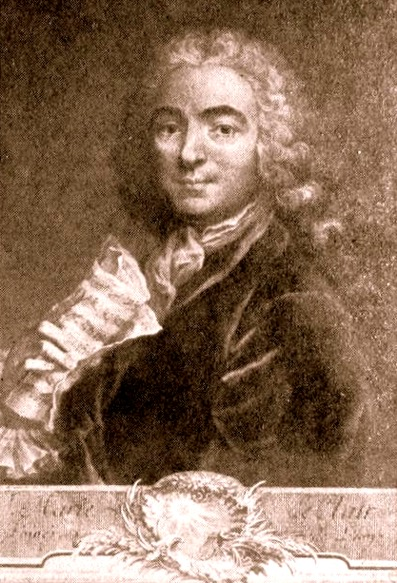
Jean-Marie Leclair

Jean-Marie Leclair (Lione, 10 maggio 1697 – Parigi, 22 o 23 ottobre 1764) è stato un violinista e compositore francese.

## Biografia
Nato a Lione nel 1697, dal 1716 si dedicò, come il padre, al violino e all'arte della danza, che però verrà presto abbandonata. A Torino, intorno al 1726, conobbe Giovanni Battista Somis e, nonostante risiedesse a Parigi, continuò i suoi studi a Torino. Fu appunto in questo periodo che conobbe il celebre flautista tedesco Johann Joachim Quantz, che in quel periodo si trovava in Italia. 

Nel frattempo, dopo essere rimasto vedovo nel 1730, si risposò con Louise Roussel, ed ebbe da lei un'unica figlia che eserciterà in seguito la stessa professione del padre. Nel 1734 conobbe il violinista piemontese Giovan Pietro Ghignone, (naturalizzato francese col nome di Jean-Pierre Guignon) e, dopo alcune divergenze, decise nel 1737 di recarsi nei Paesi Bassi, dove aveva già una certa fama. Quattro anni dopo conobbe Pietro Locatelli ad Amsterdam, e per i successivi due anni prestò servizio all'Aia, godendo dei favori della principessa Anna d'Orange. Nel 1743 tornò a Parigi, e per un anno fu al servizio dell'infante Don Filippo di Spagna, al quale dedicò i suoi concerti dell'opera X. Negli anni successivi lo troviamo a Lione e a Parigi, dove venne assunto nel 1748 per suonare come solista nel teatro privato del duca di Gramont. Lo stesso anno lasciò la moglie. Divenne sempre più solitario, misantropo, tormentato da malattie immaginarie, e finì per rinchiudersi in una casa-fortezza in un quartiere periferico di Parigi, con l'unica compagnia del suo inseparabile violino: uno Stradivari del 1721.

## Lo stile
Leclair cercò nelle sue opere di conciliare i gusti francese e italiano, sfruttando la tematica del primo e la tecnica del secondo, e nonostante l'evidente influenza di Somis nelle sue composizioni, la continua ricerca del colore resta un'importante caratteristica dello stile francese.